# Gary Glitter
Paul Francis Gadd (Banbury, Oxfordshire, 8 de maio de 1944), mais conhecido por seu nome artístico DJ Gary Glitter, é um DJ, cantor e compositor de glam rock que ficou muito popular nos anos 70.

## Biografia
Ainda adolescente, Glitter se apresentava em vários clubes de Londres. Em janeiro de 1960, usando o nome artístico de Paul Raven, lançou seu primeiro single, "Alone in the Night" mas não obteve o sucesso esperado.
Em 1965 Glitter se juntou ao grupo Mike Leander Show Band cujo vocalista, Mike Leander, depois escreveria as letras de todos os hits de Glitter. Após a dissolução da banda, ele fundou Boston International com o saxofonista John Rossall, e passou os cinco anos seguintes em turnê pelo Reino Unido e Alemanha. Sob o nome Paul Monday, Glitter lançou vários singles.
Nos anos 1970, Glitter voltou-se para o glam rock e passou a usar o nome Gary Glitter. A canção que o tornou conhecido começava como uma jam (improvisação) de 15 minutos, dividida em duas partes e lançadas como lados A e B de um single, chamado "Rock and Roll, Parts One and Two".
O sucesso de Glitter superou todas as expectativas e fez de sua música uma síntese do glam rock. Outros sucessos se seguiram como "Do You Wanna Touch Me?" (Oh Yeah!), "I'm The Leader of The Gang (I Am)", "I Love You Love Me Love", "Always Yours" e "Oh Yes! You're Beautiful".
Em 1994 participou do concerto da Copa do Mundo em Chicago, que foi transmitido ao vivo para 46 países. Na mesma época teve um sucesso modesto com uma versão cover de "The House of the Rising Sun".
Em 1998 teve a música "I'm The Leader of The Gang (I Am)" regravada pelas Spice Girls, para a trilha sonora do filme Spice World. Gary fez uma participação no filme, porém as cenas foram cortadas na edição final devido a prisão de Gary por acusações de pornografia infantil.

## Pedofilia
Gary foi condenado várias vezes por crimes relacionados à pedofilia. Em 1999, passou quatro meses em uma prisão na Grã-Bretanha acusado de manter material com teor pornográfico infantil. Em 2002, foi expulso do Camboja e em 2008, foi libertado de uma prisão vietnamita após três anos de prisão por tentativa de molestar duas meninas. Em antecipação a sua libertação , o governo das Filipinas declarou que o cantor não é bem-vindo no país. Em 28 de outubro de 2012, foi detido novamente, em Londres, por suspeita de abuso sexual.

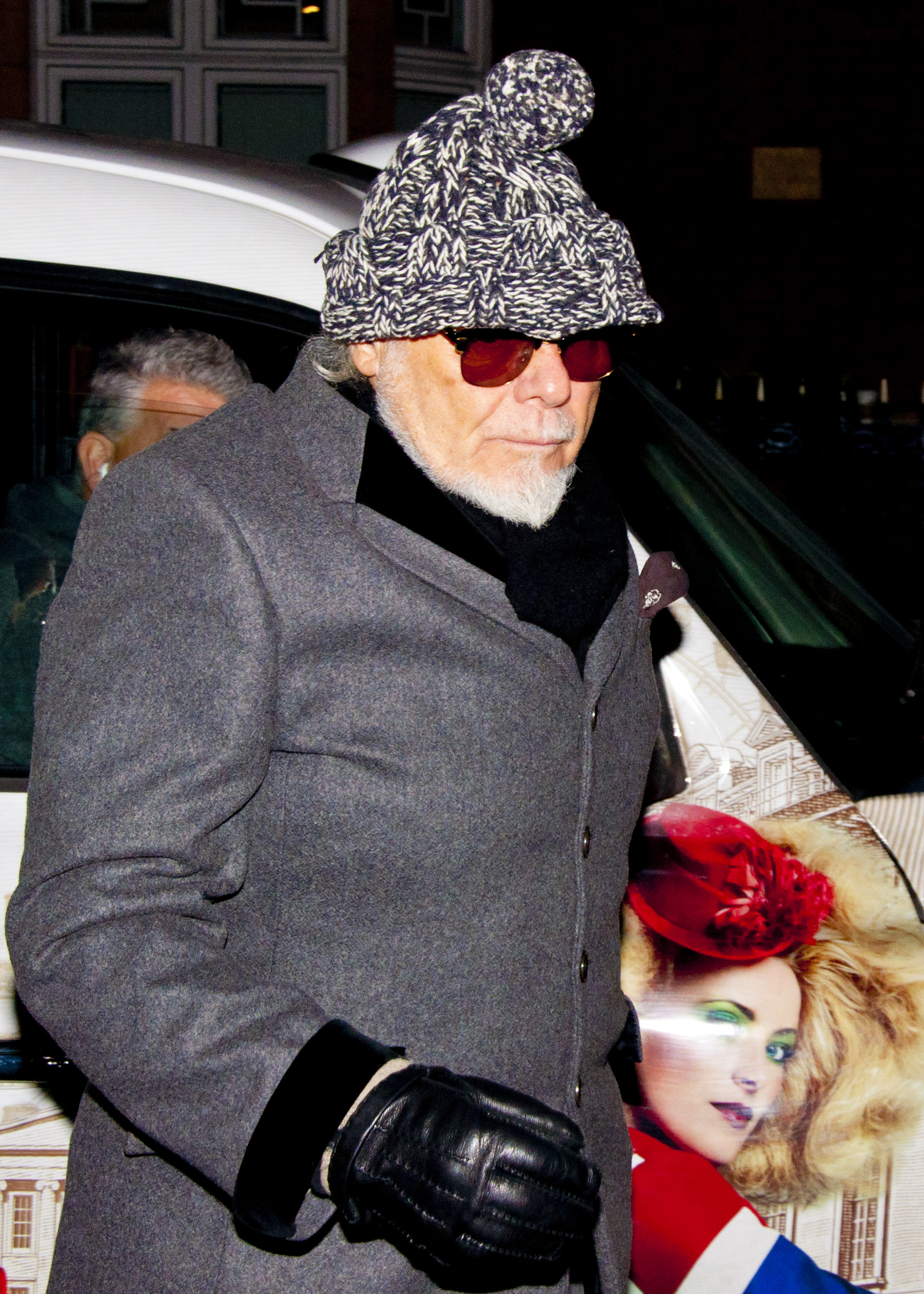
Glitter chegando em casa após ser interrogado por detetives em 2012.

Gary Glitter foi em fevereiro de 2015 considerado culpado de abuso sexual de três menores entre 1975 e 1980 por um tribunal londrino.
O cantor britânico foi condenado a 16 anos de prisão após ser considerado culpado de abusar sexualmente de três meninas.
Um tribunal de Londres considerou-o culpado de tentativa de estupro (de uma menina até 10 anos), de outros quatro crimes de abuso sexual de crianças e de manter relações sexuais com uma menina de 13 anos (a idade mínima no Reino Unido é de 16 anos). Ele foi sentenciado por tentativa de estupro e atentado violento ao pudor.

## Discografia

### Álbuns de estúdio
- (1972) Glitter #8 UK; #2 Aus
- (1973) Touch Me #2 UK; #2 Aus
- (1975) G.G
- (1977) Silver Star
- (1984) Boys Will Be Boys
- (1991) Leader 2
- (2001) On

### Ao vivo
- (1974) Remember Me This Way #5 UK (live/soundtrack); #8 Aus
- (1988) The Gang, the Band, the Leader
- (1990) Live and Alive
- (1991) Live Arena in Concert
- (2005) Live in Concert

### Compilação
- (1976) Greatest Hits #33 UK
- (1977) I Love You Love Me Love
- (1979) Always Yours
- (1980) Leader
- (1981) Golden Greats
- (1987) C'mon, C'mon ... It's the Gary Glitter Party Album
- (1992) Many Happy Returns #35 UK
- (1995) 20 Greatest Hits
- (1997) The Ultimate Gary Glitter (AKA 25 Years of Hits) #112 UK
- (1998) Rock and Roll - Gary Glitters Greatest Hits
- (2003) The Early Years
- (2005) The Remixes
- (2006) The Best of Gary Glitter

## Filmografia
- (1998) Spice World